# Сатыевка (река)
Сатыевка — река в России, протекает по Башкортостану, Миякинский район. Устье реки находится в 42 км по правому берегу реки Уязы. Длина реки составляет 12 км.

## Данные водного реестра
По данным государственного водного реестра России относится к Камскому бассейновому округу, водохозяйственный участок реки — Дёма от истока до водомерного поста у деревни Бочкарёва, речной подбассейн реки — Белая. Речной бассейн реки — Кама.
Код объекта в государственном водном реестре — 10010201312111100024533.